# Dolichopeza microphallus
Dolichopeza microphallus är en tvåvingeart som beskrevs av Alexander 1963. Dolichopeza microphallus ingår i släktet Dolichopeza och familjen storharkrankar. Inga underarter finns listade i Catalogue of Life.